# Kiskunfélegyháza
Kiskunfélegyháza là một thành phố thuộc hạt Bács-Kiskun, Hungary. Thành phố này có diện tích 256,3 km², dân số năm 2010 là 30640 người, mật độ 120 người/km².